# 老挝和平中立党
老挝和平中立党（寮語： Santiphab Pen Kang），是老挝于1955年成立的一个官方承认的政党，主席是贵宁·奔舍那、副主席是雅班扎·洛维吉。1963年，主席贵宁·奔舍那遭到暗杀，此后该党名存实亡。1969年并入老挝爱国中立力量联盟。